# Milagros Menéndez
Milagros Menéndez, née le 23 mars 1997 à Mar del Plata, est une footballeuse internationale argentine. Elle évolue au poste d'attaquant actuellement pour le Racing Club, en Primera División A, et en faveur de l'équipe nationale féminine d'Argentine.

## Biographie

### Carrière en club
Pilote de kart couronnée de succès à l'adolescence, elle participe au tournoi national de l'Asociación de Futbol Femenino de la Provincia de Buenos Aires pour le FC General Urquiza de Mar del Plata, avant d'être transférée à l'UAI Urquiza en 2015.

### Carrière internationale
Menéndez est sélectionnée avec l'équipe d'Argentine pour la Coupe du Monde Féminine de la FIFA 2019. Le 19 juin de la même année, pendant le tournoi, elle marque son premier but international, lors d'un match nul (3-3) en phase de groupe contre l'Écosse.

## Statistiques

### Buts internationaux
Les scores et les résultats listent les buts de l'Argentine en premier
| N° | Date         | Lieu                            | Adversaire  | But | Résultat | Compétition         |
| -- | ------------ | ------------------------------- | ----------- | --- | -------- | ------------------- |
| 1  | 19 juin 2019 | Parc des Princes, Paris, France | Écosse fém. | 1–3 | 3–3      | Coupe du monde 2019 |